# Verkiezingen voor het Europees Parlement 2014/Kandidatenlijst/Sozialistische Partei
Dit was de kandidatenlijst van de Belgische Sozialistische Partei voor de Europese verkiezingen van 2014.

## Effectieven
1. Antonios Antoniadis

## Opvolgers
1. Resi Stoffels
2. Matthias Zimmermann
3. Sandra Schrauben
4. Oliver Jacobs
5. Josiane Michiels
6. Johann Klos